# Xue Chen
Xue Chen (Chinês: 薛晨; pinyin: Xuē Chén; Nanping, 18 de fevereiro de 1989) é uma voleibolista de praia chinesa.

## Carreira
Xue participou dos Jogos Olímpicos de 2008, em Pequim, onde conquistou a medalha de bronze ao lado de Zhang Xi. Após perderem nas semifinais para as compatriotas Tian Jia e Wang Jie, Xue e Zhang disputaram o terceiro lugar contra as brasileiras Talita Antunes e Renata Trevisan Ribeiro, conquistando o bronze após vitória por 2 sets a 0.
Em 2017 passou a competir com Wang Xinxin e foram vice-campeãs no Aberto de Natong pelo Circuito Mundial de Voleibol de Praia, categoria duas estrelas.
Nos Jogos Asiáticos de 2022, foi medalhista de ouro, com sua dupla Xia Xinyi.

## Títulos e resultados
- Jogos Asiáticos: 2022
- 2* de Zhongwei do Circuito Mundial de 2019
- 2* de Natong do Circuito Mundial de 2017